# IMac G3
iMac G3 foi uma linha de computadores pessoais fabricada pela Apple Inc. no final da década de 1990, precisamente entre 1998 e 2003.
A linha iMac G3 foi um sucesso entre os consumidores domésticos, pois ocupava pouco espaço, visto que o computador e alto-falantes eram embutidos no monitor (CRT de 15 polegadas), além de trazer uma grande inovação: construção em plástico translúcido colorido.

## Design e Avanços
O iMac G3 impressionou a todos no seu lançamento em 1998, com um design futurístico e pensado para economizar espaço. Foi desenhado com a mesma ideia do Macintosh original, um computador do tipo All-in-One visando a portabilidade e economia de espaço. Foi um sucesso de vendas, contando com diversas cores translúcidas (fugindo do padrão da época, em que a maioria dos computadores eram bege), compacto e com design moderno e inovador.
Um avanço foi a utilização em massa da interface USB, aposentando assim, o antigo padrão proprietário ADB (Apple Desktop Bus), que era parecido com o conector PS/2 dos PCs comuns. Seumouse USB foi grande motivo de discussão, pelo seu formato redondo, inédito até então, que dividiu opiniões. Apesar de ser visualmente bonito, a ergonomia do mouse considerada era ruim em razão das dores nas mãos causadas pelo seu formato.
Seu hardware também foi um grande avanço para a época, contando com um processador PowerPC G3 com clock de 233 MHz (que chegou até 700 MHz, no último modelo), produzidos para competir com o Intel Pentium II, HD de 4GB (que chegou até 60 GB, no último modelo), chip de vídeo ATI Rage IIc com 2 MB de memória de vídeo (o último modelo utilizou o chip ATI Rage 128 Ultra, com 16 MB), alto-falantes integrados (modelos posteriores possuíam falantes desenvolvidos pela Harman Kardon), monitor CRT de 15 polegadas, suportando resoluções de até 1024x768 pixels, e infravermelho.
Outro ponto de grande discussão foi a ausência de leitor de disquetes 3,5 polegadas, comuns na grande maioria dos computadores disponíveis no mercado (presente inclusive em outros modelos Apple da época, como o Power Macintosh G3).

Em 1999 o iMac G3 foi revisado, adotando plásticos ainda mais translúcidos, unidade de CD-ROM "slot loading" (inserção e ejeção automatizada dos discos em substituição à unidade de bandeja), chips de vídeo mais poderosos e portas FireWire, que era um padrão alternativo ao USB, com algumas vantagens como maior velocidade e a possibilidade de conectar dispositivos em cascata.
| iMac G3          | iMac G3                                   | iMac G3                      | iMac G3                          | iMac G3 |
| ---------------- | ----------------------------------------- | ---------------------------- | -------------------------------- | ------- |
|                  |                                           |                              |                                  |         |
| Modelo original. | Mouse USB presente nos primeiros modelos. | Parte superior da placa-mãe. | Todas as treze cores do iMac G3. |         |
|                  |                                           |                              |                                  |         |
| Vista posterior. | Conectores laterais.                      | Parte inferior da placa-mãe. | Teclado USB.                     |         |

## Preço
O primeiro modelo, lançado em 1998, era vendido por US$ 1.299. Versões posteriores, de entrada, chegaram a ser comercializadas por US$ 799.

## Fama
O iMac foi publicitado em vários filmes, séries e comerciais em geral, sendo essa uma possível explicação para a sua popularidade no mercado.

## Extinção
Em janeiro de 2002 a Apple lançou o iMac G4, que trouxe novidades como tela LCD e o processador PowerPC G4 em substituição ao PowerPC G3. A partir da introdução do iMac G4, o antigo modelo começou a ser substituído no mercado, assumindo um papel de computador voltado para instituições de educação, que manteve até meados de 2003, quando o eMac, modelo projetado especificamente para o mercado educacional e lançado em 2002, assumiu totalmente esse papel.

## Sucessores
O iMac G3 foi sucedido pelo iMac G4 e pelo eMac.